# Station London Marylebone
London Marylebone is een spoorwegstation in de Britse hoofdstad Londen.

## Geschiedenis

### Aanleg
In 1864 werd Sir Edward Watkin directievoorzitter van de Manchester, Sheffield & Lincolnshire Railway (MS&LR). Ruwweg besloeg dit een spoorwegnet ten noorden van Nottingham over de volle breedte van het land. Omdat er geen verbinding met Londen bestond was het net niet bijzonder lucratief en het was Watkin een doorn in het oog dat hij over de sporen van de Great Northern Railway moest rijden om de hoofdstad te bereiken. In 1872 werd hij de topman van de Metropolitan Railway (MR), de latere Metropolitan Line en besloot hij tot de aanleg van de Great Central Main Line tussen de MS&LR en het centrum van Londen. In Londen werd de lijn langs de MR gebouwd, maar het deel langs Finchley Road stuitte in 1890 op weerstand vooral omdat de lijn Lord's Cricket Ground het stadion van de Marylebone Cricket Club zou doorkruisen. Watkin beloofde dat Lord's niet zou worden verstoord door de aanleg van de spoorweg en op 28 maart 1893 werd een wet aangenomen om de lijn te voltooien. Het station werd gebouwd op een terrein van 21 hectare ten westen van Regent's Park. Meer dan 4.000 arbeiders werden uit hun huizen gezet om van Harewood Avenue en Rossmore Road toegangswegen te maken, ongeveer 2.600 van hen werden geherhuisvest in nieuwe appartementen bij  St. John's Wood Road. Watkin nam ontslag in 1894 wegend gezondheidsredenen en Lord Wharncliffe werd de nieuwe topman. De toerit naar het nieuwe station werd gerealiseerd met een openbouwputtunnel door het terrein van Lord's. Om de cricketwedstrijden niet te verstoren werd het werk uitgevoerd tussen september 1896 en mei 1897. Op 1 augustus 1897 wijzigde de MS&LR haar naam in Great Central Railway (GCR) toen de lijn tussen Marylebone en Nottingham zijn voltooiing naderde. De lijn was de laatste grote spoorlijn die tot de aanleg van de High Speed 1 in Londen werd gebouwd. 

### Treinverkeer
Het station opende op 27 juli 1898 als kolenoverslag en op 15 maart 1899 ging het reizigersverkeer van start. De GCR verplaatste haar hoofdkantoor in 1905 vanuit Manchester naar Marylebone. Het reizigersverkeer op de GCR was nooit druk omdat het de laatste hoofdlijn was die werd gebouwd en het moeilijk was om te concurreren met al langer gevestigde spoorbedrijven, in het bijzonder de Midland Railway die vanaf haar kopstation St Pancras aantrekkelijke intercity-diensten verzorgde. Door de geringe aanloop was Marylebone het stilste en  aangenaamste van de kopstations in Londen. De GCR was ontevreden over het feit dat ze, om Marylebone te bereiken, deels over de sporen van de Metropolitan Railway moest rijden en opende op 2 april 1906 een nieuwe lijn langs High Wycombe. Door de bijkomende voorstadsdiensten nam het aantal reizigers toe en kwam er een eind aan de situatie dat het personeel in aantal het aantal reizigers  overtrof. Desondanks bleef de reizigersstroom klein ten opzichte van de andere kopstations en bestond het treinverkeer in 1914 voor 67% uit goederentreinen, met name kolenvervoer. Treinen reden van de North en East Midlands naar de goederenoverslag naast het station, dat net aan de grootste in Londen was. De bloeitijd van de lijn was tussen 1923, toen de GCR opging in de London and North Eastern Railway (LNER) en 1948, toen de LNER werd genationaliseerd in British Rail en verder te gaan als Eastern Region. Als gevolg hiervan waren veel prestigieuze locomotieven, zoals Flying Scotsman , Sir Nigel Gresley en Mallard die op de East Coast Main Line reden, regelmatige bezoekers van het station. Op de lijn reden speciale treinen naar bestemmingen als Schotland. De piek in het aantal reizigers kwam na de bouw van het Wembley Stadion in 1923, toen het werd gebruikt om grote menigten te vervoeren die de FA Cup-finale wilde bijwonen. Het jaar daarop reden speciale treinen van Marylebone naar de British Empire Exhibition in Wembley Park. In tegenstelling tot de andere kopstations in Londen liep het station zelf weinig schade op tijdens de Blitz. Het werd gesloten tussen 5 oktober en 26 november 1940 nadat de tunnel aan de noordkant was doorbroken, de goederenoverslag werd op 16 april 1941 gebombardeerd. 

### British Railways
Na de nationalisatie van de Britse spoorwegmaatschappijen in British Railways in 1948 werd Marylebone aanvankelijk opengehouden als een langeafstandsstation. Nieuwe treinen werden geïntroduceerd, waaronder de Master Cutler naar Sheffield en de South Yorkshireman naar Bradford, maar deze kenden een lage bezettingsgraad. Vanaf 1949 werden alle lokale diensten naar High Wycombe en Princes Risborough gereden van en naar Marylebone, hoewel de frequentie van de treinen twee jaar later werd verminderd.
De Great Central Main Line dupliceerde in feite de route van de Midland Main Line en langeafstandstreinen vanuit Marylebone werden vanaf 1958 afgebouwd, wat leidde tot de sluiting van de Great Central Main Line ten noorden van Aylesbury op 4 september 1966 in het kader van de doelmatigheidsmaatregelen van Beeching. De afbouw van de diensten begon nadat de lijn was overgebracht van de Eastern Region naar de London Midland Region, waarbij het station en de eerste paar mijlen van de route vanaf 1950 deel uitmaakten van de Western Region. De Master Cutler werd vanaf 1958 gereden over de East Coast Mainline van en naar station London King's Cross en in 1960  werden alle expresdiensten stopgezet, gevolgd door vracht in 1965. Vanaf dat moment tot de sluiting waren er slechts enkele dagelijkse langeafstands "semi-snelle" diensten naar Nottingham over. Marylebone's grote goederenoverslag werd gesloten en verkocht aan de Greater London Council ten behoeve van woningbouw. De laatste langeafstandsdienst reed op 4 september 1966, met uitzondering van een korte periode in het volgende jaar toen in Paddington de seinen vernieuwd werden. 
Marylebone was toen alleen nog het eindpunt voor lokale diensten naar Aylesbury en High Wycombe, met een aantal diensten die doorreden tot Banbury. Deze diensten werden uitgevoerd met dieseltreinstellen Class 115 die de stoomtreinen in 1962 aflosten. In 1973 werd het beheer van het station overgebracht van de Western Region naar de London Midland Region. De langeafstandsverbinding van de Great Central Railway van Marylebone via High Wycombe  werd hetzelfde jaar gesloten. 

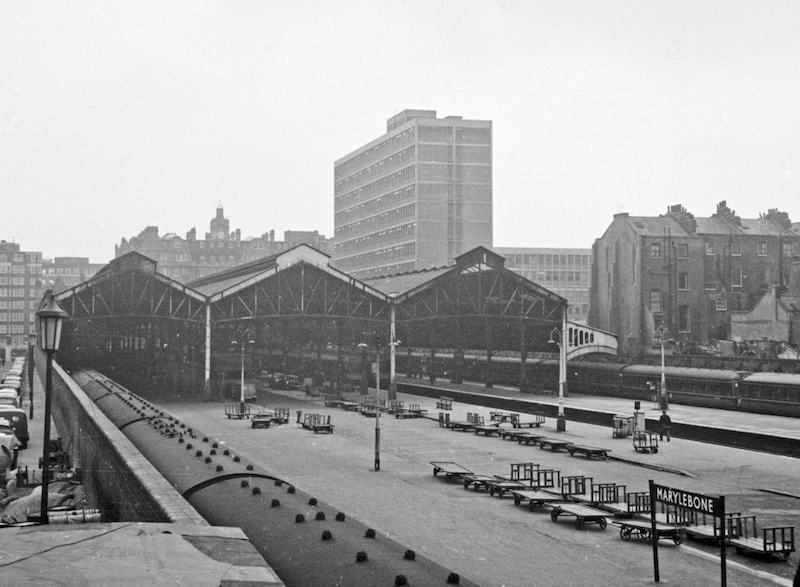
Marylebone in 1966.
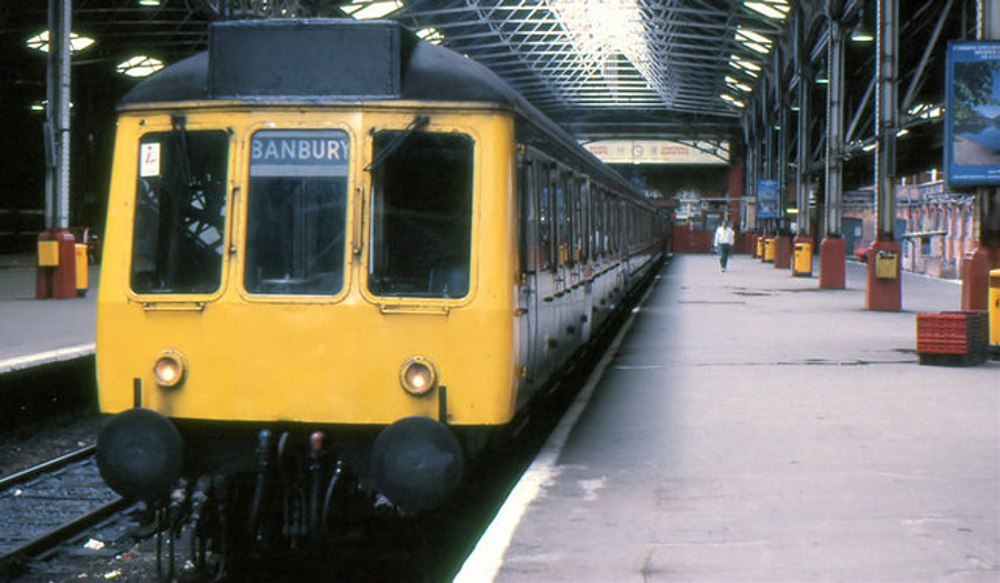
Class 115.
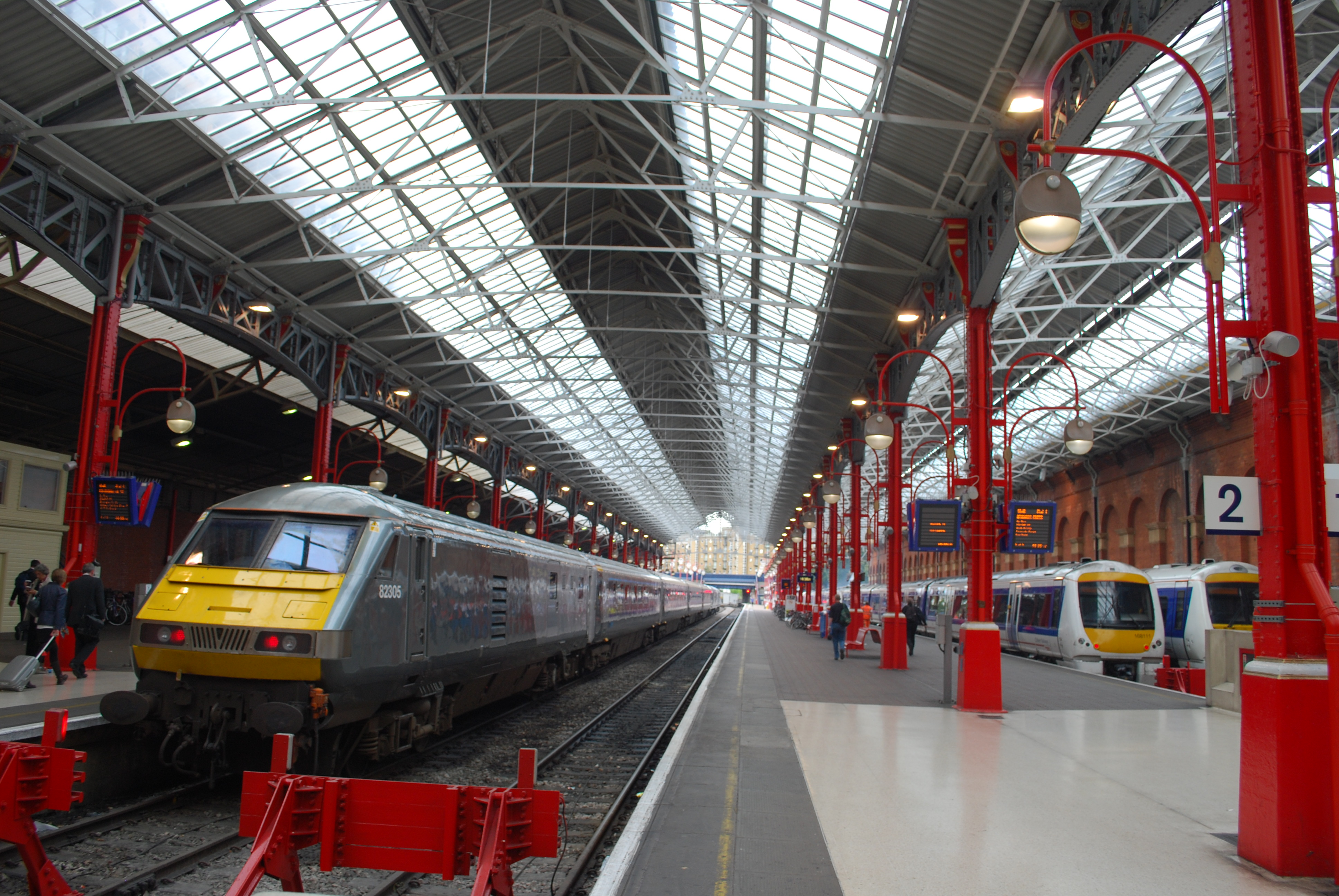
Onder de kap in augustus 2012.

### Sluiting
In de jaren zestig leidde gebrek aan investeringen tot steeds legere treinen en daarmee ook een steeds leger station. Rond 1980 werd Marylebone bedreigd met sluiting en in 1983 gaf British Rail-voorzitter Peter Parker opdracht tot een onderzoek naar de mogelijkheden om Marylebone om te bouwen tot een 'high-speed bus way', waarbij Marylebone zou worden omgebouwd tot een busstation. De sporen tussen Marylebone, Harrow-on-the-Hill en South Ruislip zouden dan worden opgebroken en omgebouwd tot een vrije busbaan. British Rail-diensten via High Wycombe zouden zijn omgeleid naar Paddington en de diensten van/naar Aylesbury zouden zijn overgenomen door een verlengde Metropolitan Line van de London Underground via Baker Street. 
British Rail maakte het voornemen om Marylebone op 15 maart 1984 te sluiten bekend, in afwachting van een wettelijk consultatieproces werd het voornemen aangeplakt op het station. De voorstellen bleken controversieel en stuitten op sterke tegenstand van de lokale autoriteiten en de burgers, wat leidde tot een juridische strijd die twee jaar duurde. Ondanks de op handen zijnde sluiting, daalde het aantal passagiers slechts met ongeveer 400 per dag ten opzichte van 1968. De ombouw naar busbaan  bleek onpraktisch vanwege de beperkte doorrijhoogte op de lijn en de sluiting werd stilletjes geschrapt.

### Heropleving
Het station werd nieuw leven ingeblazen onder beheer van de afdeling Network SouthEast van British Rail. De introductie van de intermodale en doorlopende Capitalcard, de latere Travelcard, leidde tot een sterke toename van het aantal forenzen naar Londen, waardoor de reservecapaciteit in Paddington en Baker Street werd uitgeput zodat de diensten van Marylebone niet meer konden worden omgeleid.
De sluiting van Marylebone was 30 april 1986 van de baan toen een moderniserings- en renovatieprogramma van £ 85 miljoen voor het station en zijn diensten werd toegekend. Dit werd bekostigd door de verkoop van een deel van het station aan projectontwikkelaars, waaronder twee van de oorspronkelijke vier sporen aan de westkant van het station samen met de derde overspanning van de stationskap. Ter vervanging werd de weg onder de middelste overspanning vervangen door twee nieuwe sporen. De sporen naar Marylebone werden opgeknapt en voorzien van nieuwe seinen zodat ook hogere snelheden mogelijk werden. In 1991 werd de vloot van Class 115 - treinstellen voor stoptreinen vervangen door Class 165 Turbo treinstellen en werden de dienstfrequenties verhoogd. De diensten naar Banbury werden in 1993 verlengd tot het heropende station Birmingham Snow Hill,  waardoor de eerste langeafstandsdienst naar Marylebone sinds 1966 ontstond. Aanvankelijk reed deze dienst met tussenpozen van twee uur, maar gezien de grote aanloop werd het in 1994 omgezet in een uurdienst. 

### Privatisering
Na de privatisering van de spoorwegen nam Chiltern Railways in 1996 de treindienst over en begon een intercity dienst naar Birmingham Snow Hill, in 2002 volgde een dienst naar Kidderminster geopend. In hetzelfde jaar werd het dubbelspoor hersteld en Marylebone kreeg in 2006 twee extra sporen in het kader van het Evergreen 2-project van Chiltern. In mei 2006 werd spoor 6 ingewijd, in september gevolgd door spoor 5 en het ingekorte spoor 4. De sporen 5 en 6 kwamen op de plaats van de voormalige goederensporen. Het nieuwe depot kwam in de buurt van het spoorwegstation Wembley Stadium.
In september 2007 verleende het Office of Rail Regulation de Wrexham Shropshire & Marylebone Railway (WSMR) toestemming om treindiensten te verzorgen tussen Marylebone en Wrexham in Noord-Wales via Shrewsbury, Telford en de West Midlands. In 2008 kwam er weer een rechtstreekse dienst naar Shropshire (Wrexham is al door Virgin Trains verbonden met Euston), met vijf slagen per dag op weekdagen, in maart 2009 werd dit teruggebracht tot slagen per dag. In januari 2011 werden deze diensten gestaakt nadat het aantal reizigers, als gevolg van de kredietcrisis, was gedaald.
In december 2008 werd voorgesteld om de rechtstreekse treinen tussen Aberystwyth, in het midden van Wales, en Londen, die voor het laatst in 1991 reed nieuw leven in te blazen. Arriva Trains Wales stelde een dienst met twee slagen per dag over de sporen van de WSMR en de aansluiting op de Cambrische lijn in Shrewsbury. Het plan werd ingetrokken na bezwaren van Wrexham & Shropshire.
In 2011 nam Chiltern Railways de treindienst Oxford –  Bicester Town over van First Great Western , ter voorbereiding op de opening van een verbinding tussen Chiltern Main Line en de Varsity Line, waaraan Bicester Town zich bevindt, met een halfuursdienst tussen Marylebone en Oxford. De bouw zou volgens plan in 2011 beginnen, maar werd uitgesteld tot het volgende jaar nadat vleermuizen waren gevonden in een van de tunnels op de Varsity-lijn. De reizigersdienst naar Oxford Parkway begon in oktober 2015 en diensten naar Oxford begonnen in december 2016. In 2018 bleek uit een onderzoek dat forenzen uit Oxford de voorkeur gaven aan de Chiltern-route naar Marylebone boven de Great Western-route naar Paddington via Reading.
In 2017 stelde Network Rail een vergroting van Marylebone voor om het geschikt te maken voor langere treinen met 1.000 extra zitplaatsen per trein. Het is de bedoeling dat deze verbeteringen in 2024 voltooid zijn. Daarnaast zijn er verbeteringen aan het station Old Oak Common gepland om Marylebone te ontlasten. In een studie van Network Rail trok de conclusie dat elke uitbreiding van het station tot 700 miljoen pond zou kunnen kosten, waarbij Old Oak Common een beter haalbaar alternatief zou zijn voor capaciteitsverhoging.

## Ongevallen
- Op 28 maart 1913 kwam een trein die naar High Wycombe vertrok in botsing met een andere die uit Leicester kwam, hierbij kwam een reiziger om en vielen 23 gewonden inkomende trein. De oorzaak was te wijten aan het dalen van het vertreksein voordat het hoofdsein op veilig stond, het zicht op het hoofdsein werd belemmerd door de rook.
- Op 11 december 2015 vatte een trein die het station binnenreed vlam, waarop het werd ontruimd. De oorzaak was vermoedelijk een storing in de airconditioning.

## Treinverbindingen
Passagierstreinen worden door Chiltern Railways gereden. De normale dienstregeling is als volgt:
- Intercity London Marylebone naar Birmingham Snow Hill.
  - 1 trein per uur stopt in Londen Marylebone, High Wycombe, Bicester Noord, Banbury, Leamington Spa, Warwick, Warwick Parkway, Dorridge, Solihull, Birmingham Moor Street en Birmingham Snow Hill.
- Intercity London Marylebone naar Birmingham Moor Street.
  - 1 trein per uur stopt in Londen Marylebone, Banbury, Leamington Spa, Warwick Parkway, Solihull en Birmingham Moor Street.
- Sneltrein London Marylebone naar Stratford-upon-Avon.
  - 1 trein per uur stopt in Londen Marylebone, Gerrards Cross, Beaconsfield, High Wycombe, Princes Risborough, Haddenham & Thame, Bicester Noord, Kings Sutton, Banbury, Leamington Spa, Warwick, Hatton, Claverdon, Bearley en Stratford-upon-Avon.
- Sneltrein London Marylebone naar Bicester North.
  - 1 trein per uur stopt in Londen Marylebone, High Wycombe, Princes Risborough, Haddenham & Thame en Bicester Noord.
- Sneltrein London Marylebone naar Banbury.
  - 1 trein per uur stopt in Londen Marylebone, Gerrards Cross, Beaconsfield, High Wycombe, Saunderton, Princes Risborough, Haddenham & Thame, Bicester Noord en Banbury.
- Stoptrein London Marylebone naar High Wycombe.
  - 1 trein per uur stopt Londen Marylebone, Wembley Stadium, Sudbury Hill Harrow, Northolt Park, West Ruislip, Denham, Denham Golf Club, Gerrards Cross, Seer Green & Jordans, Beaconsfield en High Wycombe.
  - 1 trein per uur stopt Londen Marylebone, Wembley Stadium, Northolt Park, South Ruislip, Denham, Gerrards Cross, Seer Green & Jordans, Beaconsfield en High Wycombe.
- Stoptrein London Marylebone naar Aylesbury (Vale Parkway).
  - 1 trein per uur stopt Londen Marylebone, Harrow-on-the-Hill, Rickmansworth, Chorleywood, Chalfont & Latimer, Amersham, Great Missenden, Wendover, Stoke Mandeville, Aylesbury en Aylesbury Vale Parkway.
  - 1 trein per uur stopt Londen Marylebone, Harrow-on-the-Hill, Rickmansworth, Chorleywood, Chalfont & Latimer, Amersham, Great Missenden, Wendover, Stoke Mandeville en Aylesbury.
- Er rijden ook 4x per dag treinen door van Birmingham naar Kidderminster.

## Ligging en inrichting
Het station bevindt zich aan Melcombe Place net ten noorden van Marylebone Road, een brede weg van west naar oost door Marylebone in het centrum van Londen. Baker Street ligt op korte afstand ten oosten van het station. Het ligt in de Lisson Grove, een uitbreiding van de wijk Bryanston ten norden van Marylebone Road, bij Dorset Square. In het noordoosten ligt Regent's Park, ten noorden van het station liggen woonwijken en Lord's Cricket Ground aan de zuidrand van St. John's Wood. Andere nabijgelegen Londense kopstations zijn Euston en Paddington. 
Het station kent zes kopsporen, waarvan er twee stammen uit 1899, twee zijn ingevoegd in de voormalige rijbaan in de jaren 1980, en twee zijn toegevoegd in september 2006. Het is het enige niet-geëlektrificeerde kopstation in Londen. Marylebone wordt beheerd door Chiltern Railways, een dochter van Deutsche Bahn, waardoor het een van de weinige kopstations in Londen is dat niet door Network Rail worden beheerd. 
Het station opende met een restaurant en een buffet. Het restaurant werd veranderd in een zelfbedieningszaak toen British Rail het in 1948 overnam. De Victoria and Albert-bar werd geopend op 14 december 1971. In de 21e eeuw bevinden zich een klein aantal winkels in de stationshal.
Het station is ontworpen door Henry William Braddock, een burgerlijk ingenieur voor de GCR. Het is, door geldgebrek bij de GCR, een bescheiden gebouw geworden met een stationshal van 19,2 bij 12,3 m. Het is opgetrokken in Edwardiaanse architectuur die past in de woonomgeving met Hollandse gevels , gebruik makend van warme baksteen en crèmekleurige steen. Het GCR-embleem is op tal van plaatsen in de smeedijzeren balustrade verwerkt.
Oorspronkelijk zou het station acht kopsporen krijgen, maar de helft werd aangemerkt als een "mogelijke toekomstige uitbreiding" en de bouwkosten van de GCML vielen tegen. Het beoogde tracé doorsneed een woonwijk voor de middenklasse, waaronder het Eyre Estate in St John's Wood en het gebied rond Lord's, wat tot aanleiding was voor bezwaren en uiteindlijk leidde tot de verplaatsing van het spoor en de stationsvoorzieningen. Geld voor de bouw van alle sporen was er nooit en er werden er slechts vier gebouwd, drie onder de stationskap en één aan de westkant (spoor 4). Als gevolg hiervan is de stationshal ongewoon breed en had het grootste deel van de 20e eeuw drie muren. De noordelijke wand ontbrak omdat de GCR verwachtte dat de andere vier sporen, onder een verbreedde stationskap treinloods, later zouden worden gebouwd. Op de vrijgebleven plek is later een kantoorgebouw gebouwd. De kosten van de London Extension betekenden dat het aangrenzende Great Central Hotel, ontworpen door Sir Robert William Ellis, door een ander bedrijf werd gebouwd. Het hotel was relatief kort in gebruik en werd in 1945 omgebouwd tot kantoren, en was tussen 1948 tot 1986 het hoofdkwartier van British Rail. De kantoren werden in 1993 weer omgebouwd tot hotel. 
De GCR bouwde in 1897 een locomotiefloods op het emplacement, maar die was van korte duur. Een bekolingsinstallatie met draaischijf bleef in gebruik tot het einde van de stoomtractie op het station in 1966.

## Cultuur
Als een van de rustigste Londense kopstations was Marylebone in trek als filmlocatie en dient het volgens Film London nog steeds als filmlocatie;
- In de film The Day of the Triffids uit 1962.
- Verschillende scènes in de film van The Beatles A Hard Day's Night werden hier opgenomen in april 1964.
- De openingsscène van de film The IPCRESS File uit 1965.
- De film The Thirty Nine Steps uit 1978, waarin het station gebruikt wordt alsof het St Pancras is.

Marylebone is een van de vier Londense kopstations die voorkomen op de Britse versie van Monopoly, samen met King's Cross , Fenchurch Street en Liverpool Street. Deze stations waren allemaal van de LNER toen deze versie van Monopoly in 1935 werd uitgebracht.